# 안드레아스 시페러
안드레아스 시페러(독일어: Andreas Schifferer, 1974년 8월 3일~)는 오스트리아의 전직 알파인 스키 선수이다. 올림픽에 2회 참가했고 2002년 동계 올림픽 남자 슈퍼대회전 부문에서 동메달을 획득했다. 또한 세계 선수권 대회에서 동메달 1개를 획득했으며 알파인 스키 월드컵에서 활강 부문 우승 1회(1998) 차지했다.